# نورمان غودمان
نورمان غودمان (بالإنجليزية: Norman Goodman)‏ هو محامي وسياسي أمريكي، ولد في 31 ديسمبر 1923، وتوفي في 24 يناير 2019.